# استارگیت (مجموعه رسانه ای)
استارگیت (انگلیسی: Stargate) به معنی دروازه ستارگان، یک
مجموعه هنری رسانه ای علمی تخیلی نظامی است که در مالکیت استودیوی آمازون ام جی ام قرار دارد. این مجموعه انحصاری بر اساس فیلمی به کارگردانی رولاند امریش در همکاری با دین دولین تهیه شده، شکل گرفته و گسترش یافته است.
استودیوکانال در پاریس صاحب حقوق فیلم اصلی است. این مجموعه هنری بر ایده امکان سفر تقریباً آنی در سراسر کیهان از طریق کرم چاله استوار است.